# 德黑蘭路
德黑蘭路（：／ Teheranno */?）是韓國首都首爾特別市江南區的一條主要街道，長3.5公里，東西走向。西起江南站，经过驛三洞，東至三成洞。原名三陵路（삼릉로），1977年為紀念伊朗巴列維王朝德黑蘭市長戈拉姆雷扎·尼普（波斯語：‎）前一年訪問韓國而更名，在路旁特別設立韓語與波斯語並陳的路標以茲紀念。做為兩市友好象徵，在伊朗首都德黑蘭也有一條名為首爾街（‎）的街道及首爾公園。
该路是韓國資訊科技業的中心，有「德黑蘭谷」之稱，Daum、Naver及Google等大型網路公司都設址於此；三星電子及SK海力士設有辦公室。浦項鋼鐵、渣打銀行及花旗銀行等跨國企業也設立辦事處。韓國最大音樂公司Kakao娛樂的總部座落於這條路。

## 图片集

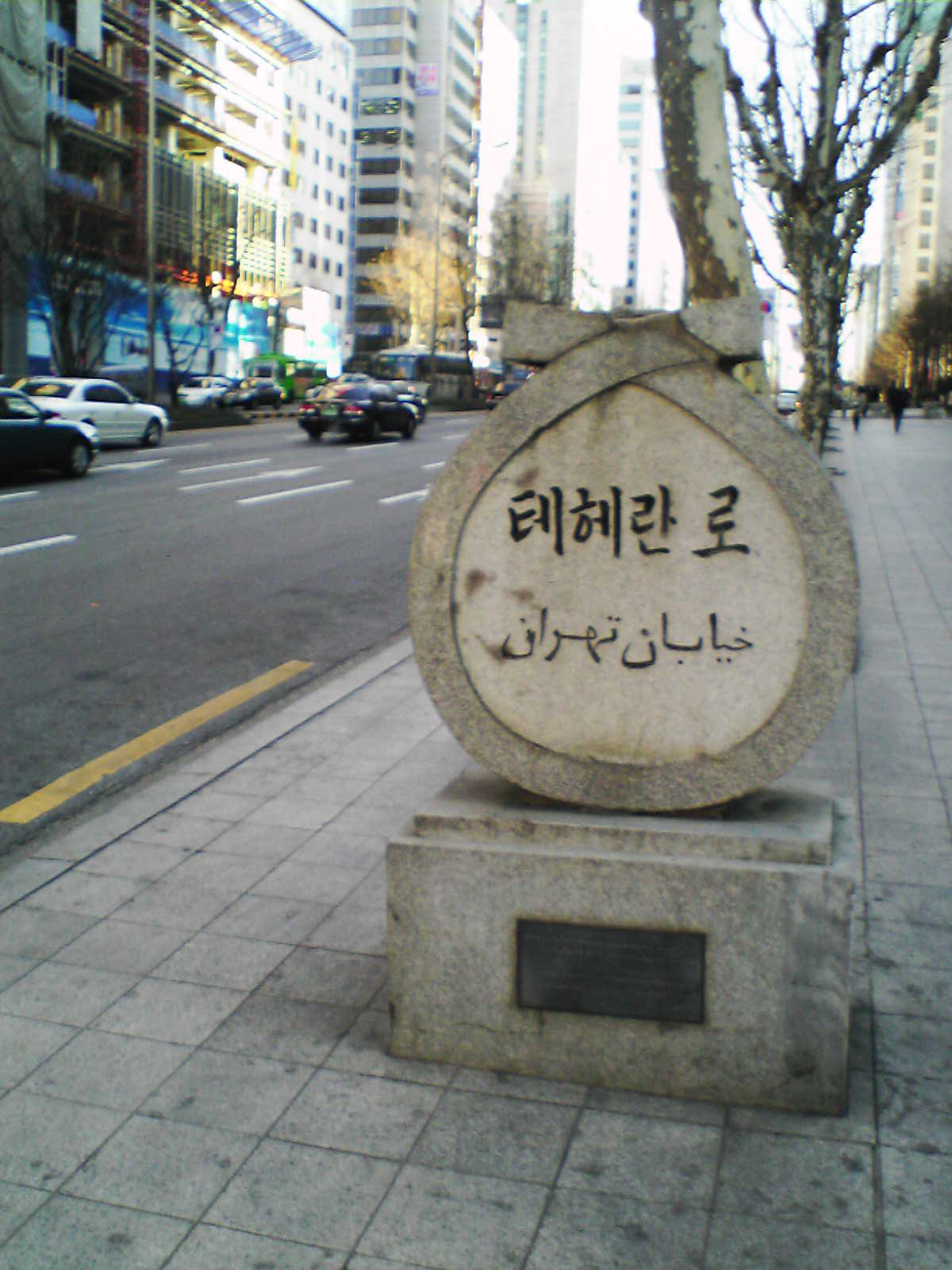
用諺文和波斯字母书写的路牌
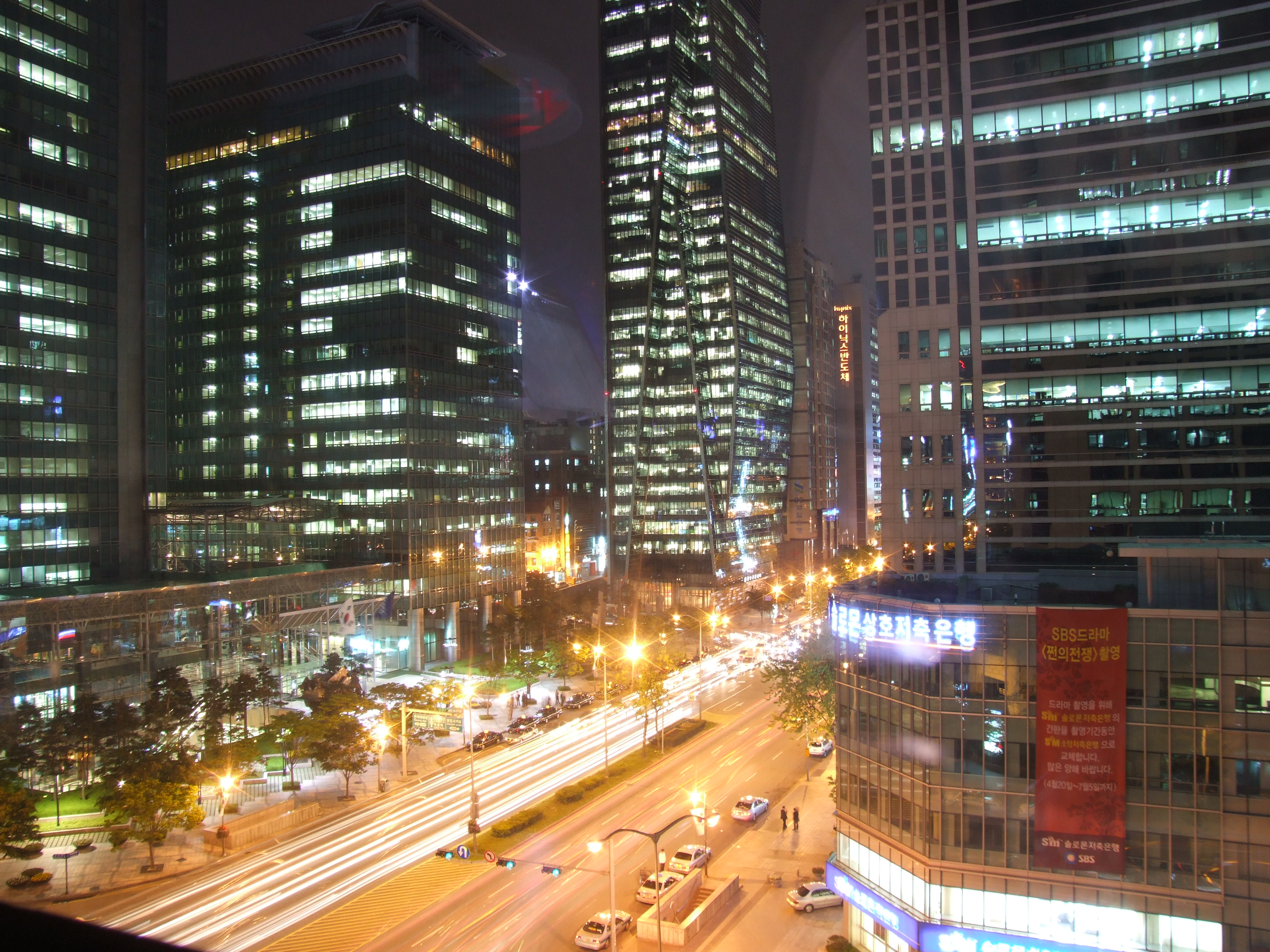
浦项钢铁交汇处
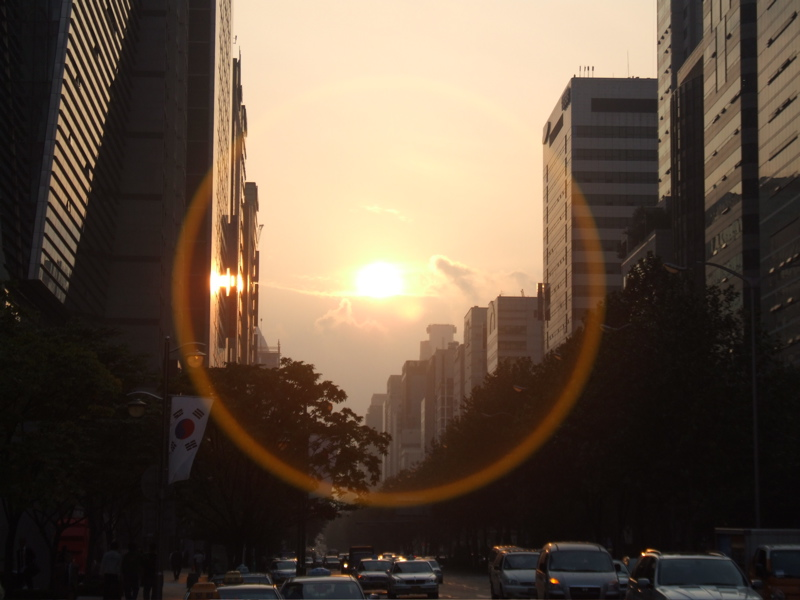
日落时的浦项钢铁
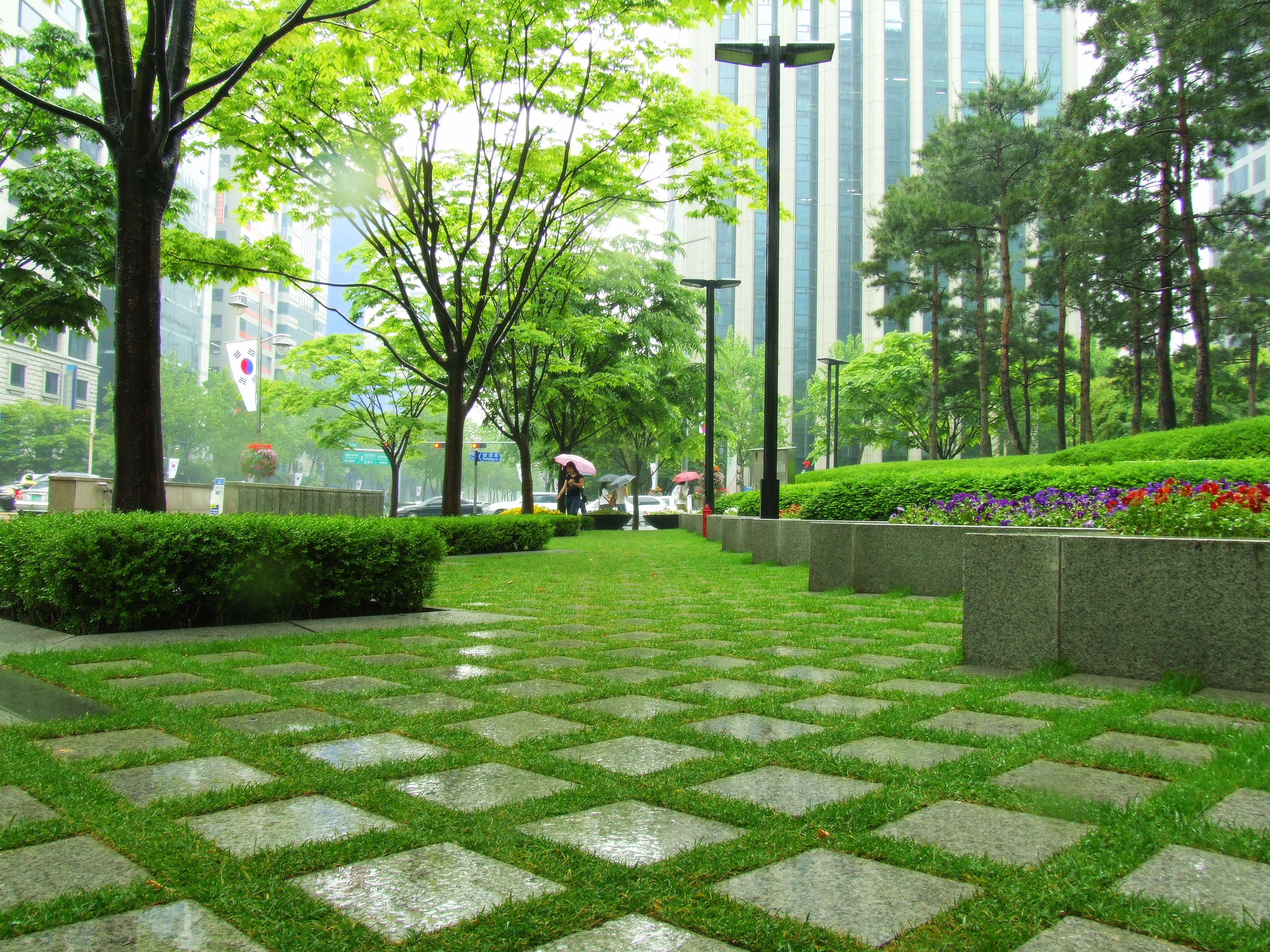
小径
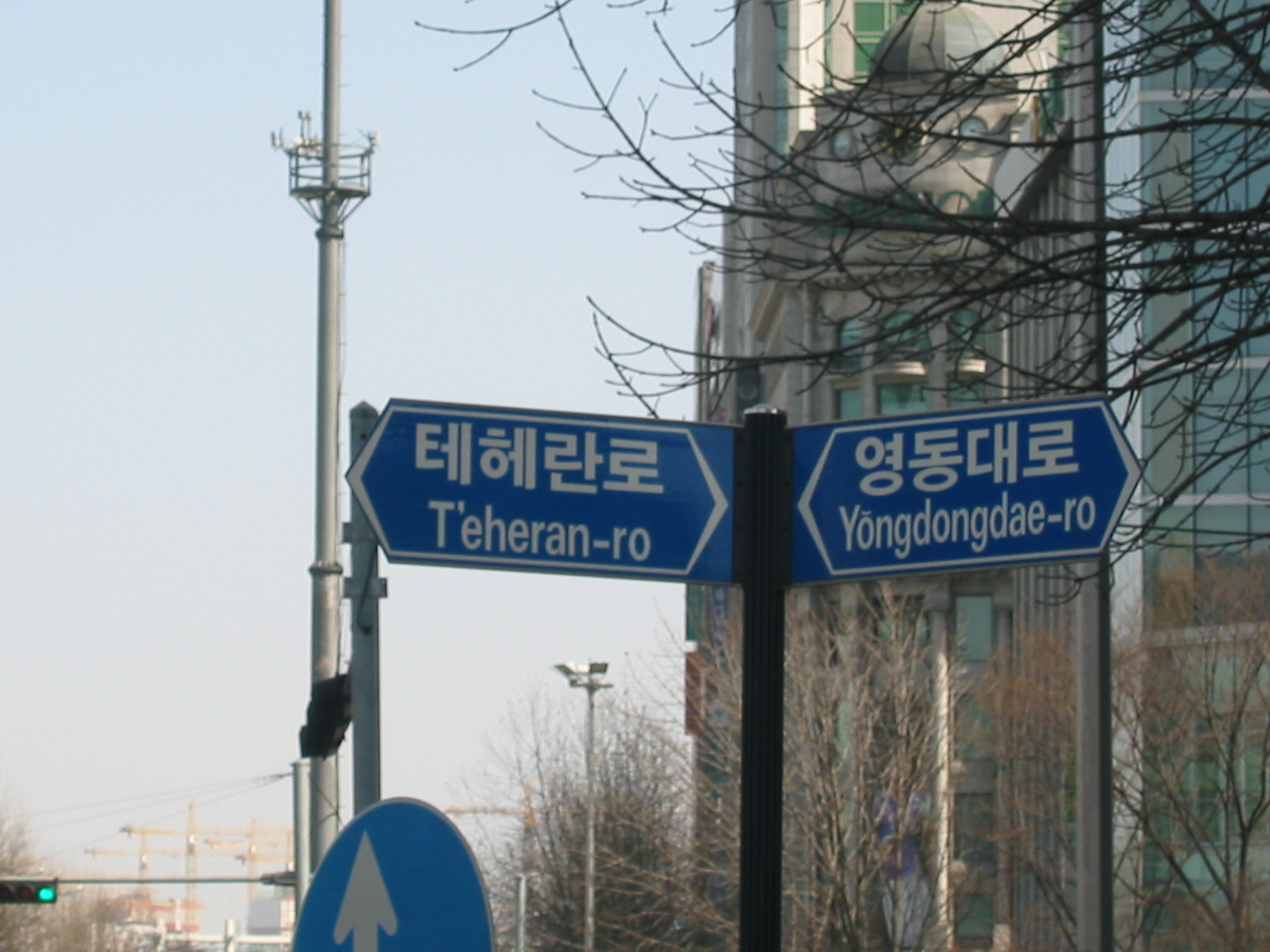
德黑兰路和永東大路交界的路口